# Leinebergland

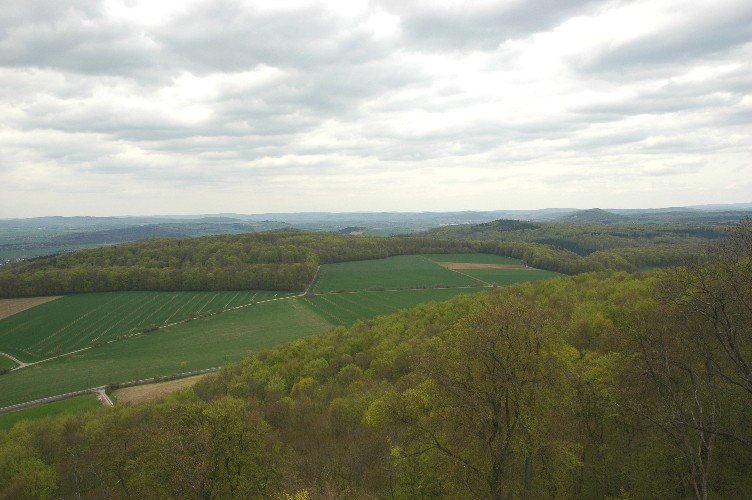
Blick auf das Leinebergland nördlich von Göttingen

Das Leinebergland ist eine Mittelgebirgsregion im Niedersächsischen Bergland entlang der Leine zwischen Göttingen und Hannover. Es grenzt im Westen an das Weserbergland, im Nordosten an das Innerstebergland, im Osten an den Harz und im Südosten an das Untereichsfeld.

## Geografie
Das Leinebergland, das das Weserbergland nach Osten und den Harz nach Westen abdacht, ist keine streng nach naturräumlichen Aspekten definierte Landschaft, folgt jedoch einer vergleichsweise einfachen Gliederung. Sein Verlauf richtet sich in der Hauptsache nach dem des namensgebenden Flusses von Süden nach Norden und den unmittelbar westlich und östlich angrenzenden Höhenzügen.
In Nord-Süd-Richtung lässt sich das Bergland grob aufteilen in den vom sehr breiten Leinegraben geprägten Südteil am Mittellauf und den Nordteil am Unterlauf des Flusses.

### Landschaften beiderseits des Leinegrabens

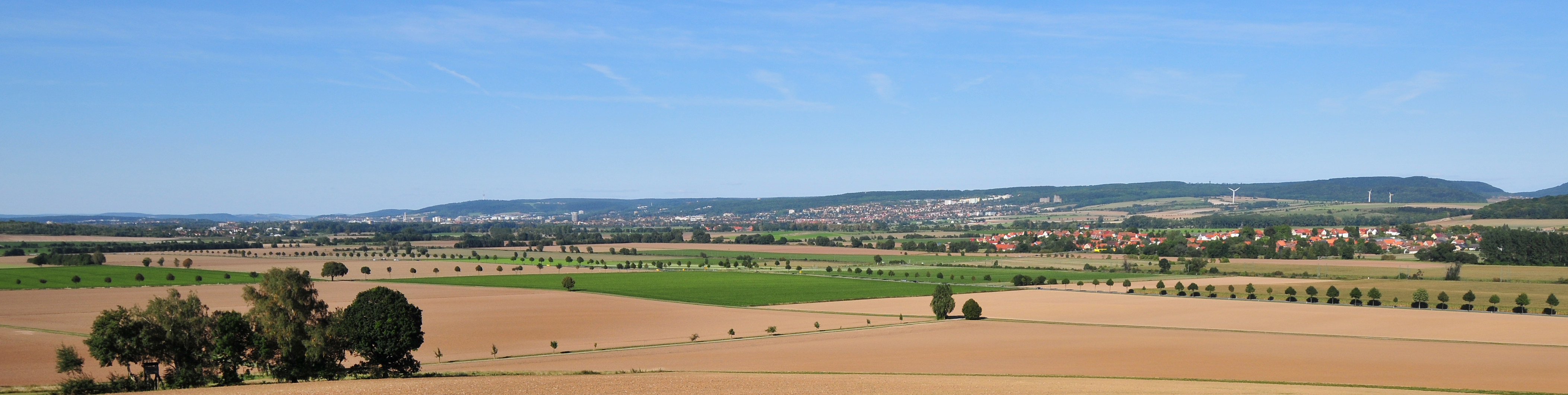
Der Leinegraben zwischen Göttingen und Niedernjesa mit dem Leinebergland

Von Friedland über Göttingen und Northeim bis nach Einbeck durchfließt die Leine den Leinegraben (Leine-Ilme-Senke), eine bedeutende nord-süd orientierte geologische Grabenstruktur. Auf Berghöhen entlang des Leinetals finden sich viele Burgen, die während des Mittelalters die im Tal liegende Nord-Süd-Straßenverbindung kontrollierten und auch sperren konnten.
Im Südosten des Leineberglandes erstreckt sich rechts des Grabens die von Buntsandstein und Muschelkalk geprägte Hochfläche des Göttingen-Northeimer Waldes, dessen Westrand (in nördliche Richtung) von Friedland über Göttingen und Nörten-Hardenberg bis Northeim reicht. Hier befindet sich die größte Gruppe von Abris in Mitteleuropa. Sie finden sich oft auf engstem Raum in den schluchtartigen Felstälern zwischen der Leine und dem Eichsfeld. In einem Gebiet von rund 30 km Länge und sechs bis zehn Kilometer Breite sind heute rund 1600 Abris erfasst. Im Rahmen eines Erforschungsprogrammes das 1979 begann und bis 2001 andauerte, haben Profilsondagen und Testgrabungen stattgefunden. Sie sollten Aufschluss darüber geben, ob die Abris in ur- und frühgeschichtlichen Zeiten von Menschen aufgesucht wurden. Das Projekt fand seinen Höhepunkt in einer von 1988 bis 1990 durchgeführten Ausgrabung eines überdachten Abris am Bettenroder Berg bei Reinhausen, südöstlich von Göttingen. Das Ergebnis besteht in der Erkenntnis, dass an etwa 50 % der Plätze mit archäologischen Spuren zu rechnen ist.
Der Wald (größtenteils Buchenforste) wird stark forstwirtschaftlich genutzt.
Diese Landschaft geht nach Norden über ins ebenfalls zu großen Teilen bewaldete Schichtstufen- und Bruchschollenlandschaft des Südwestlichen Harzvorlandes, in dem sich neben Buntsandstein und Muschelkalk auch Jurakalke finden. Unmittelbar nördlich von Einbeck erreicht mit der Hube ein Ausläufer des Südwestlichen Harzvorlandes auch die linke Leineseite und „verriegelt“ den Leinegraben nach Norden hin.
Links des Grabens steht den beiden letztgenannten Landschaften das landwirtschaftlich intensiv genutzte Sollingvorland gegenüber.
Landläufig nicht zum Leinebergland gerechnet werden der äußerste Osten des Südwestlichen Harzvorlandes und der äußerste Nordwesten des Sollingvorlandes um den Vogler.

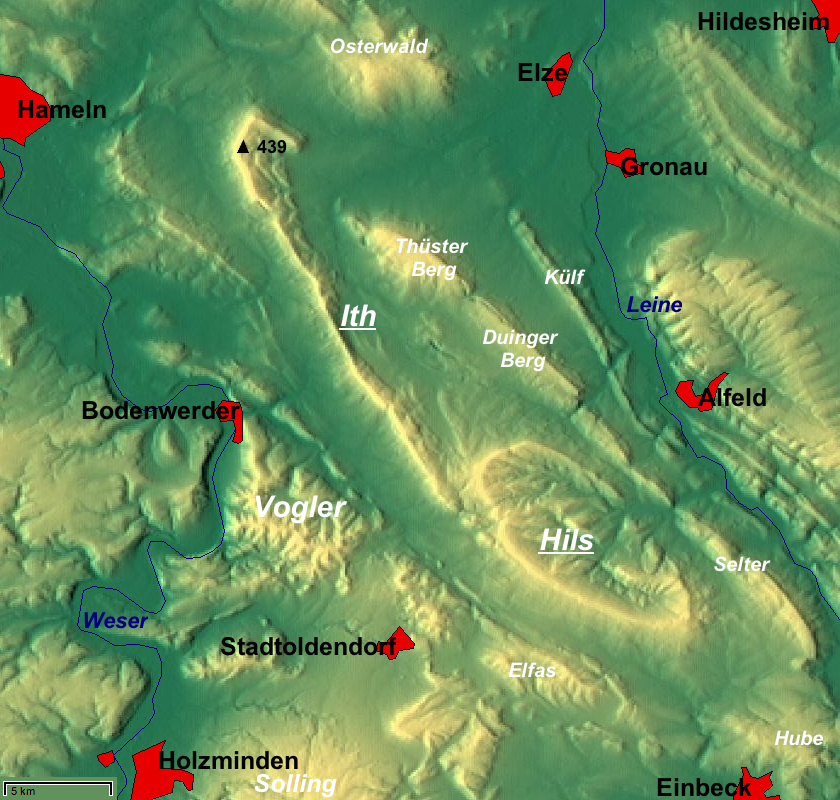
Übersichtskarte: Die Leine beim Austritt aus dem Alfelder Bergland in die Calenberger Lößbörde (rechts oben)

### Das Alfelder Bergland
Nachdem der Leinegraben sich geschlossen hat und die Hube rechtsseitig umflossen ist, durchquert der Fluss das durch die enge Abfolge parallel in Nordwest-Südost-Richtung verlaufender Höhenzüge und Täler charakterisierte Alfelder Bergland (Ith-Hils-Bergland).
Östlich der bis 480 m hohen, namensgebenden Massive von Ith und Hils fallen die Höhenzüge beiderseits der Leine steil zum Flusstal hin ab und werden durch diverse Nebenflüsse zertalt. In den Höhenlagen dominieren Buchenwälder, während die Senken ackerbaulich genutzt werden.
Große Teile der Landschaft sind geschützt. Neben den mesophilen Buchen- und Schluchtwäldern finden sich in den Höhenzügen rechts der Leine insbesondere schützenswerte Kalktrockenhangwälder, Trockenrasen, Trockengebüsche und mesophiles Grünland.
Bei Gronau verlässt die Leine schließlich das Leinebergland und gleichzeitig die Mittelgebirgsschwelle in die die trichterförmig sich zum Norddeutschen Tiefland hin öffnende Senke der Calenberger Lößbörde, die westlich an das Calenberger Bergland und östlich an das Innerstebergland mit dem Hildesheimer Wald stößt.

### Naturräumliche Haupteinheiten
Die Landschaften des Leineberglandes werden den folgenden Haupteinheiten zugeordnet, wobei die Ziffern ohne D der alten Gliederung in Haupteinheitengruppen (zweistellig) und Haupteinheiten (dreistellig) entspricht, während die neue Haupteinheitengruppe D 36 noch zwei weitere alte Gruppen beinhaltet.
- D 36 Niedersächsisches Bergland
  - 37 Weser-Leine-Bergland
    - 377 Alfelder Bergland (Ith-Hils-Bergland)
    - 371 Sollingvorland (ohne den äußersten Nordwesten mit dem Vogler)
    - 372 Leine-Ilme-Senke
    - 376 Südwestliches Harzvorland (ohne den äußersten Osten)
    - 373 Göttingen-Northeimer Wald

### Höhenzüge
Folgende Höhenzüge werden zum Leinebergland gezählt (etwa von Nord nach Süd):
| Name            | Höhe ü. NHN | Landschaftsteil               |
| --------------- | ----------- | ----------------------------- |
| Kleiner Deister | 346 m       | Calenberger Bergland (l)      |
| Nesselberg      | 378,2 m     | Calenberger Bergland (l)      |
| Osterwald       | 420 m       | Calenberger Bergland (l)      |
| Ith             | 439 m       | Alfelder Bergland (l)         |
| Thüster Berg    | 441 m       | Alfelder Bergland (l)         |
| Külf            | 260 m       | Alfelder Bergland (l)         |
| Sieben Berge    | 395 m       | Alfelder Bergland (r)         |
| Vorberge        | 353,0 m     | Alfelder Bergland (r)         |
| Duinger Berg    | 330 m       | Alfelder Bergland (l)         |
| Sackwald        | 374 m       | Alfelder Bergland (r)         |
| Hils            | 480,4 m     | Alfelder Bergland (l)         |
| Selter          | 395,0 m     | Alfelder Bergland (l)         |
| Helleberg       | 297,5 m     | Alfelder Bergland (r)         |
| Elfas           | 409,6 m     | Sollingvorland (l)            |
| Hube            | 346,2 m     | Südwestliches Harzvorland (l) |
| Heber           | 314 m       | Innerstebergland (r)          |
| Ahlsburg        | 411,4 m     | Sollingvorland (l)            |
| Amtsberge       | 392,2 m     | Sollingvorland (l)            |
| Holzberg        | 444,5 m     | Sollingvorland (l)            |
| Weper           | 379 m       | Sollingvorland (l)            |
| Imbshäuser Wald | 323,3 m     | Südwestliches Harzvorland (r) |
| Edesheimer Wald | 270 m       | Südwestliches Harzvorland (r) |
| Göttinger Wald  | 427,5 m     | Göttingen-Northeimer Wald (r) |
| Reinhäuser Wald | 437 m       | Göttingen-Northeimer Wald (r) |
| Wieter          | 358,4 m     | Göttingen-Northeimer Wald (r) |

## Städte
| Städte im Leinetal (von Nord nach Süd): - Elze - Gronau (Leine) - Alfeld (Leine) - Einbeck - Northeim - Göttingen | weitere Städte im Leinebergland: - Bad Gandersheim - Moringen - Hardegsen |

## Kulturlandschaftsraum
Der Kulturlandschaftsraum Leinebergland umfasst ein 1930 km² großes Gebiet. Diese Zuordnung zu den Kulturlandschaften in Niedersachsen hat der Niedersächsische Landesbetrieb für Wasserwirtschaft, Küsten- und Naturschutz (NLWKN) 2018 getroffen. Ein besonderer, rechtlich verbindlicher Schutzstatus ist mit der Klassifizierung nicht verbunden.